# Progresistas de Colonia
Los progresistas de Colonia fueron un grupo informal de artistas del área de Colonia/Düsseldorf conformado tras la Primera Guerra Mundial y que participó en el movimiento obrero radical.
El grupo fue fundado por Gerd Arntz, Heinrich Hoerle y Franz Wilhelm Seiwert. Los progresistas de Colonia ligaron su actitud hacia el arte a su activismo político. Como lo expresó Wieland Schmied, buscaron «combinar el constructivismo y la objetividad, geometría y objeto, lo general y lo particular, la convicción de vanguardia y el compromiso político, y lo que quizá se aproximaba más al progresismo de la Nueva Objetividad [...]». Los progresistas de Colonia dieron origen al constructivismo figurativo.

## Conceptos clave

### Reversibilidad
Este concepto proviene de su preocupación no solo por comunicar necesidades sociales y políticas, sino también por asegurarse de que sus obras se pudieran volcar hacia la realidad sensible del público y utilizarse como argumentos. Esto se entronca con su compromiso político con la cultura proletaria en el contexto de la Renania durante los tumultos de los años 1920.

## Galería

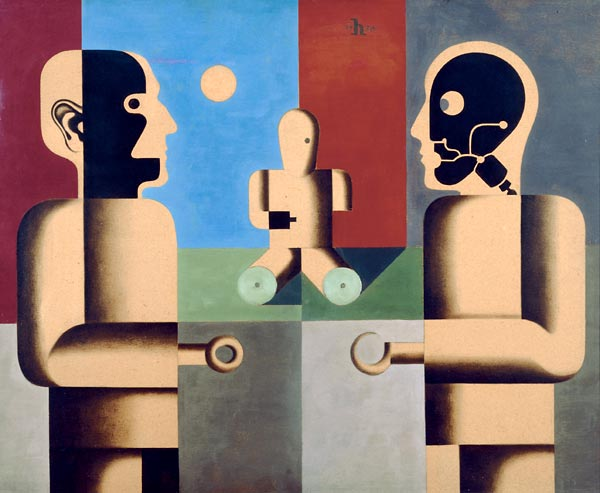
Hoerle: Monumento a las prótesis desconocidas,1930